# Kanał Radacki
Kanał Radacki – kanał wodny na Pojezierzu Drawskim, w gminie Szczecinek, w woj. zachodniopomorskim, który wypływa od wschodniego brzegu jeziora Radacz i biegnie w kierunku wschodnim, mija wieś Dębowo i wpada do jezioro Trzesiecko. 
Długość kanału wynosi 7,2 km.
Powierzchnia zlewni kanału wynosi 100,6 km².
Prawobrzeżnym dopływem Kanału Radackiego jest Kanał Mosiński, który wpada do niego koło wsi Dębowo.